# Pierre Desceliers
Pierre Desceliers (floruit 1537–1553) est un cartographe français de la Renaissance et membre éminent de l'école de cartographie de Dieppe. Il est considéré comme le père de l’hydrographie française.

## Biographie
Peu de choses sont connues de la vie de Desceliers. Il est probablement né à Arques-la-Bataille vers 1500. Cependant d’autres sources donnent parfois la date de 1483, ce qui semble peu probable au vu de la date de création de ses cartes. Son père était archer au château d’Arques et il est possible que la famille soit originaire du pays d’Auge où le nom de famille survit entre Honfleur et Pont-l’Évêque.
On sait qu’ordonné prêtre, il résida à Arques. Il fut aussi examinateur des pilotes maritimes, autorisé à décerner les brevets au nom du roi, comme l’atteste le sceau retrouvé portant ses initiales. Il enseignait aussi probablement l’hydrographie. Il réalisa pour le duc de Guise une carte hydrographique des côtes de France.

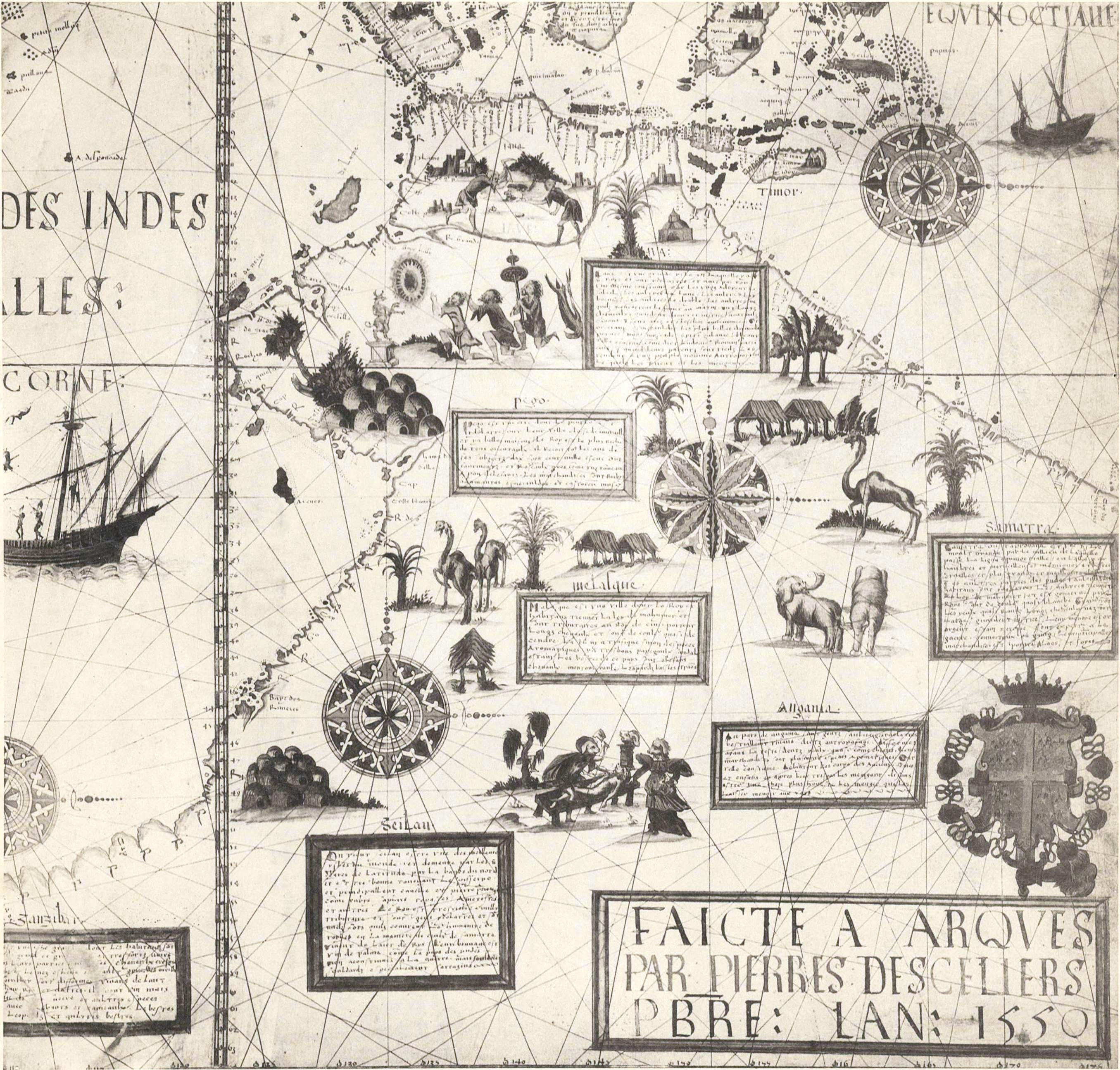
Détail d'une carte de l'Australie par Desceliers XVIe siècle.

Proche de Jean Ango et du monde des explorateurs dieppois, dont Giovanni da Verrazano et les frères Jean et Raoul Parmentier, il ne navigua apparemment pas lui-même. Il était néanmoins en mesure de collecter nombre d’informations et de portulans qu’il compila dans ses cartes. Une école féconde de cartographie se forma à Dieppe autour de lui avec notamment Nicolas Desliens.
Au sein de cette école de cartographie de Dieppe, il réalisa plusieurs portulans de grande taille qui ont connu des fortunes diverses. 
- Celui de 1543, mentionné en 1872 dans l’inventaire de la garde-robe du cardinal Louis d’Este sous l’intitulé La descriptione del Mondo in carta pecorina scritta a mano, miniata tutta per P. Descheliers. Le sort de cette carte est inconnu.
- Celui de 1546 (taille : 2560 mm x 1260 mm), réalisé sur commande de François Ier. Il a appartenu ensuite à un certain Jomard puis à un comte de Crawford et est maintenant conservé en Angleterre à la John Rylands Library, à Manchester.
- Celui de 1550, réalisé pour Henri II et portant ses armes ainsi que celle d’Anne de Montmorency et de l’amiral Claude d’Annebaut. Conservé en Angleterre, à la British Library.
- Celui de 1553, disparu à Dresde lors d’un incendie en 1915. Une copie en est exposée au château de Dieppe.

Ces cartes sont à la croisée du Moyen Âge et de l’ère moderne. Précises autant que les connaissances le pouvaient sur le tracé des côtes, elles intègrent des représentations fantastiques d’habitants et d’animaux dans l’intérieur des terres. Un continent austral, précurseur de l’Australie 200 ans avant la « découverte » de James Cook, apparaît, sans doute basé sur les explorations des Portugais et des Hollandais.
Le Canada, espace de prédilection des marins dieppois, est bien détaillé de même que la majeure partie de l’Amérique Nord et Sud, seulement cinquante ans après la découverte de Christophe Colomb.
Malgré leur grande valeur, tant artistique que cartographique, ce genre de cartes tombera rapidement en désuétude dès la fin du XVIe siècle avec l’arrivée de l’œuvre rigoureuse de Mercator et de ses mappemondes.

## Postérité
Il existe aujourd’hui une rue à son nom à Dieppe, ainsi qu'une place à Arques-la-Bataille.